# 明珠台
明珠台（英語：Pearl）是香港電視廣播有限公司旗下的一條以英語廣播為主的高清綜合娛樂頻道，於1967年11月19日啟播，主要的節目以英語廣播，部分節目以粵語、普通話等其他語言廣播。1991年開始，明珠台採用麗音廣播（1991年至2020年期間）或杜比數碼AC3（2007年12月31日開始）服務，提供多語言聲音廣播，觀眾可自行選擇廣播語言。基本上，明珠台於部份節目提供了粵語和英語作廣播（主要電視劇、電影及紀錄片等，其他綜藝類型節目比較少）。中文字幕在晚上6:00開始於大部份節目提供，而英文字幕在晚上6:25開始於大部份節目提供。數碼明珠台已於2012年10月28日凌晨2:50起改以高清廣播。
截至2011年，明珠台於每周黃金時段（晚上8:00至凌晨1:00）的平均收視率佔同類頻道80%，是全港收視率最高的英語電視頻道。
明珠台的主要競爭對手為香港電視娛樂旗下的ViuTVsix及有線寬頻開電視旗下的HOY國際財經台。

## 節目
明珠台的模擬版本，以麗音技術作立體聲或多種語言廣播；而數碼版本則以杜比AC-3 廣播，而在每日黃金時段期間大多的節目都提供多種語言選擇。
一般而言，休台時間為逢每月第一個或第二個星期日（通常提示安排的日子為逢每月第一個星期六深夜）的凌晨5時正的節目播放完畢後至上午6時正，期間會播放測色板，並會於前日的節目播放完畢後顯示節目調動提示。於2017年8月前，電子節目表及官方網頁上的節目表均不會顯示休台時段，並會將該段時間計入休台前節目長度內。農曆新年、聖誕節及除夕夜假期期間及發出八號以上的熱帶氣旋警告信號則不會休台。直至2017年8月，官方網頁上的節目表開始顯示「是日播映完畢 Channel Closed for Maintenance」，以顯示休台時段。
由於明珠台以往在平日時段日間收看明珠台節目的觀眾數目並不多，因此除了播放教育電視的時段外，日間有相當的時間均是處於休台狀態。在2003年9月前，明珠台會在星期一至五（公眾假期除外）上午8時至中午12時或中午12時至下午4時休台，期間會播放測色板。除了平日日間休台外，另於1998年中-1999年中週六上午8時至正午12時正/下午3時30分設有休台時段。
自2003年9月起，明珠台開始透過轉播中央九台節目及播放財經節目來增加日間的播放時數，休台時段亦因而分別兩度縮短為上午10時30分至中午12時或中午12時至下午1時30分及下午1時至2時。由2008年9月22日起，明珠台更全面取消平日日間的休台時段，並於原有的休台時段改為播出相關的電視節目，如：香港教育電視、金融行情、交易直播室/普通話交易現場及中央九台 / CCTV NEWS-直播取代，而教育電視亦正式被列入為節目之一，並會在播放前播出下一節目預告，（如有）節目調動消息及明珠台台徽呼號畫面（Ident）。隨著教育電視不再在明珠台播放，原有時段會改播金融概要或金融行情；另外，由2020年4月7日起，該台增設每日02:00-06:00播出的「祝君晚安 Fireplace」，以取代每天凌晨重播前一天的所有安排時段播出的節目時段及休台時段，如當晚需通宵直播重大新聞（例如是美國總統選舉及美國總統就職典禮）及發出八號以上的熱帶氣旋警告信號則不會播出。
2012年起，明珠台每年都會參與Amazing Summer暑期節目宣傳活動，並播映相關推介節目。
2021年11月8日起，由明珠台播放之即日新聞節目（及所有新聞及資訊部製作之節目）片尾版權告示，取消顯示由1998年起沿用20餘年的無綫網址（及其後加入的myTV SUPER標誌及無綫新聞網址），僅剩台徽、中英文公司名稱及羅馬數字製作年份，而該日起製作的非新聞節目亦然，但部分在此日之前製作的節目仍會保留下方無綫網址或myTV SUPER、big big channel標誌，或無綫新聞網址。

### 電影
明珠台播放電影的時段受到香港人歡迎，根據AC尼爾森於2001年的調查，「明珠電影」是香港觀眾最喜愛的英語電視節目，2002年播映的《鐵達尼號》曾創造出平均收視21點的收視記錄。「明珠電影」每年都成為該台最高收視的節目，其中《魔雪奇緣》取得7.6收視點，成為2016年該台最高收視的節目。
因應西方節日，則會播出不同主題的電影。例如於情人節期間播出愛情主題的電影（因連續播映一週，明珠台亦曾將該時段冠名為「情濃七日」以配合相關宣傳活動，現時則稱為「情濃二月」或「愛的季節」）；而萬聖節期間，會播出統稱「魅影」系列以恐怖為主題的電影；聖誕節播出溫馨的家庭電影，但農曆新年則沒有主題電影。
根據2021節目巡禮指出，2021年1月1日起，明珠台將會在每天晚上9時30分播映電影，名稱亦定為《明珠930》。
所有英語電影從2015年9月7日起，取消首播及重播時段的粵語配音，但兒童為對象的電影、卡通片（包括迪士尼系列）仍會繼續提供粵語配音。但2021年1月1日起，部分曾經有粵語配音的重播電影，在該時段亦會再次提供多語廣播。
從2021年8月14日起，明珠台首播電影也將逐步恢復提供粵語配音，首套恢復提供粵語配音的首播電影為《逃出魔幻紀：叢林挑機》。

### 劇集
明珠台亦重點播放英美電視劇集，其中有得獎的外購戲劇《X檔案》、《仁心仁術》、《人在江湖》、《白宮群英》、《24》、《神探阿蒙》、《凹/凸容醫》、《「法」妻》、《唐頓莊園》、《新福爾摩斯》。一些曾在明珠台播放的外購節目，例如《仁心仁術》、《色慾都市》，亦被香港的電視台以類似的題材製作成香港版本。而在1980年代至2008年間，在J2台未啟播前，明珠台亦曾受日本電視台委託於此台播出日劇，觀眾群主要面向在港日本人。該系列節目早期曾以「日本語劇場」名義播放，及後於1990年代初更名為「日語放送區」（英語：Japanese Hour）。後來，由於此等日劇及綜藝節目的觀眾不再局限於在港日本人，因此後來亦加入了粵語配音，部分節目甚至因而不提供英語配音及字幕，是明珠台節目中的特別例子。在2008年，由於日視不再與無綫電視合作，故此明珠台終止此系列劇集的播放，而最後一套播出的同系劇集是《螢之光》。2021年1月1日起，明珠台因應在每天晚上9:30播映電影關係，因此星期一至五晚首播的英語劇集則會暫停播映。2021年起，明珠台會於每年台慶期間的星期一晚推出一套全新英語劇集，該晚明珠台則不會播映電影。
所有英語劇集從2015年9月至2016年6月期間，曾經取消粵語配音，但2016年7月開始，所有於星期一至五晚上首播的英語劇集經已恢復提供。直到2019年12月因應業績低迷而再次取消首播及星期一至五晚上重播時段的粵語配音，但星期六至日重播劇集仍會繼續提供。

### 新聞
明珠台於每日晚上會播放由新聞部製作的英語新聞，包括《七點半新聞報道》、《新聞提要》及《晚間新聞》。2018年7月3日起，每日晚上7:00播出《手語新聞報道》，以粵語播出，並與無綫新聞台聯播19:00的一節《新聞報道》，並由聾人機構「龍耳」提供即時手語傳譯。2020年4月13日起，普通話節目《普通話新聞報道》恢復播出，並且於每天下午4:15播出。早晨時段方面，2009年6月3日起每日上午7:30播出《NBC英語新聞》（NBC Nightly News）。至於星期一至星期五的中午12:00，則會轉播CGTN製作的《環球瞭望》（Global Watch）。
天氣方面，明珠台於每日晚上播放英語《天氣報告》，提供即時本地及世界各地天氣概況。
財經方面，明珠台於交易日港股交易時段內播出《金融行情》和國語《交易直播室》，並於港股交易時段後分別以英語播出《財經消息》，亦會播放《金融概要》。
明珠台每週亦會播放由新聞部公共事務科製作的新聞時事節目。過往屢獲國際獎項的長壽新聞節目包括《明珠檔案》（Pearl Report）及《財經雜誌》（Money Magazine）。
自九十年代中期，明珠台開始在平日上午時段播放不同的外購新聞節目，唯現時除了轉播CGTN英語頻道節目及《NBC英語新聞》的轉播時段獲保留外，大多數外購新聞節目及外國新聞頻道因成本問題而自2002年起被陸續停播或取消。2020年4月14日開始，明珠台在每日凌晨（即大約00:30-03:30之間）播放CGTN製作的節目《中國24小時》（China 24）；這是相隔2年多後，明珠台重新有外購新聞節目在凌晨時段播放。
另外，明珠台曾經轉播台灣聯利媒體旗下的TVBS新聞台製作的《新聞夜視界》，後因成本問題及合約到期而停播
以往亦曾播放日本新聞網製作的節目《NNN Weekly Magazine》，但因無綫與日本電視台同因終止合作而與另一套日語節目《日語放送區》一同終止播放。

### 綜藝及資訊節目
明珠台會於非電影時段播放紀錄片、資訊、音樂、娛樂等節目，主要為外購節目，輔以少部份英語自家製作節目。2020年前大部份紀錄片及資訊節目均設有粵語配音，唯曾於2020年至2022年初全面取消此安排。2022年3月起，重新恢復紀錄片的粵語配音。粵語配音節目曾於星期一、二晚上8:30播出。2023年4月起，粵語配音節目改於星期四、五晚上8:30播出。

#### 自家製作
明珠台會播放於香港電視少見的英語自家製作節目，如《城市追擊》英語版（City Focus）、和近期的《至尚生活》（Dolce Vita）及《Love Matters with Grace》（已完結）。

### 動畫
明珠台每天會播放若干時數的動畫，以符合通訊局對兒童節目時數的規限。該台播放的動畫絕大多數為歐美動畫。
2023年5月1日起，因應通訊局對兒童節目時數的調整，該頻道取消每日1800-1900時段的動畫，改為重播前一晚2030-2130的節目。

### 香港電台英文版節目（1989年至2017年）
該台曾需按照政府規定播放香港電台節目之英文版本，但隨著港台電視31之推出，此項安排已於2017年9月開始取消；至於播放港台節目英文版之時段，則於2018年8月開始，由奇妙電視旗下之香港國際財經台（現HOY國際財經台）接手，但其後已經全數停播。

### 體育
每逢有網球、排球、籃球、欖球等大型國際賽事，無線主要由明珠台作多種語言廣播（包括粵語廣播）。部分NBA賽事（2012年7月以前）及香港國際七人欖球賽（2014年以前）亦於高清翡翠台同步直播，2015年9月起，明珠台亦會播出由香港賽馬會製作的賽馬預測節目，但隨著TVB於2018年7月初解散體育組，明珠台曾一度正式終止播放所有與體育有關之節目，然而這種情況直至2018年11月結束。
從2020年東京夏季奧林匹克運動會開始，每逢有大型體育賽事時，明珠台將會在上午及午夜時段播放賽事精華。

### 教育電視
曾經明珠台會在中小學學期內（每年9月中旬至次年1月中旬，以及2月中旬至6月中旬）播放香港電台的教育電視节目，每週一至週五9:00-10:00播出，惟通訊局指公眾透過互聯網及流動應用程式收看教育電視節目的情況越趨普遍，預計公眾未來透過免費電視頻道在每個上課日定時收看教育電視節目的需要及需求將會進一步下降，因此有關安排於2020年6月6日完結；另外，明珠台每逢星期日9:00-13:00會播放香港都會大學制作的《知识新天地》節目。

## 台徽
明珠台啟播時，其台徽最初與無綫電視公司商標，也是翡翠台台徽相同，後來明珠台開始採用專用台徽。
1970年代中期至1980年7月，沿用公司商標及翡翠台台徽，帶有圓角的白色矩形，當中加入三原色「Pearl」美術字。
1980年8月1日，推出明珠台專用台徽，跟公司商標及翡翠台台徽相似，但白色矩形則改為圓形，下方有一垂直空位，近似一個P字，呼應頻道名稱「PEARL」。
1989年11月6日，無綫進行大改革，統一台徽，取消明珠台專用的P形台徽。統一後，為了避免與翡翠台台徽混淆，不久再在台標徽下加上「Pearl」的英文字字樣。
1993年及之前，明珠台只會在節目間歇性於畫面左下方顯示台徽，不顯示頻道名稱。 在1994年前，亞洲電視也效仿這一做法，但做法和無綫電視稍有不同。
1994年1月1日起，改為於畫面右上角長期顯示彩色台徽（新聞時段則顯示在右下角，廣告時間不顯示），以公司商標再加手寫簽名字體「Pearl」為台徽，並在節目開始時會以動畫方式顯示台徽。
1994年1月31日起，改為使用純白色的台徽，並把圓形的三原色去掉，將三原色改為完全透明，再在下方加上Serif字體的「PEARL」字樣。但早期此台徽的顯示並不是很穩定，有時不播放台徽的動畫就直接彈出台徽，或者節目開始一小段時間後才顯示台徽，偶爾也會把台徽顯示於左上角，後來已經有所改善。
2001年12月31日起，台徽呼喚畫面從此起不再呼喊「This is TVB Pearl」或「We are the Pearl」。
2002年9月1日對台徽做出微調，將原有台徽改為半透明，台徽的顯示動畫亦被調整。與翡翠台一樣（2006年10月14日至2009年2月1日除外）。唯2004年9月1日至2006年10月13日及2006年10月14日至2009年2月1日的台徽背景音樂不與翡翠台一致。
2005年11月19日使用彩色台徽，且“PEARL”字樣在無線電視標誌的右邊，和翡翠台類似，但明珠台的“Pearl”改為簽名字體。
2007年12月31日數碼明珠台正式啟播，台徽與模擬明珠台相同，但台徽位置則在4:3安全框内。
2012年10月28日數碼明珠台改為高清廣播，其台徽則改成與高清翡翠台一樣的反光樣式，相比模擬版本更加有光澤，但位置則保持不變（後在11月（具體日期不詳）時移出4:3安全框，位置和當時的高清翡翠台相同）。模擬明珠台的台徽保持不變。
2012年12月1日晚上至2013年3月17日晚上，數碼明珠台於黃金時段播放高清節目時，右上角的頻道識別會轉為「Pearl hd」約1分鐘。
2016年11月19日晚上8時30分起，伴隨其他頻道，明珠台更換頻道包裝，台徽呼號畫面（Ident）亦是繼2006年10月14日至2009年2月1日之後樣式再次不與翡翠台一致。
播放部份外購節目及體育賽事期間，由於內容提供者可能會在右上角會分別顯示節目名稱或計分牌，為避免與台徽重疊而影響觀眾觀看，這情況下台徽會暫時改為在左上角顯示。

## 節目預告
1991~1994年，明珠台節目預告僅在開頭短暫顯示當日星期，隨後顯示節目名。
此後明珠台節目預告不顯示當前日期和時間，直至2003年9月21日起開始加入天氣及時間資訊列，時間格式為24小時。
2005年11月19日起天氣及時間資訊列改為以兩行及於畫面左上方顯示，並加上藍色底色。第一行顯示時間、西曆日期、農曆日期及星期，第二行顯示天色、生效警告、氣溫、預測最高/最低氣溫及相對濕度。
2021年1月1日起，明珠台的節目預告畫面作出了微調，並取消持續約40年的人聲報幕，此安排跟翡翠台、財經體育資訊台及J2相同。

## 廣播格式

### 數碼版
H.264格式，寬高比16:9，DTMB制式，音效以杜比數碼AC3編碼，一般傳送兩條AC-3位流，每位流一般為雙聲道，亦會因應節目而提供環迴立體聲效果。
無綫電視曾於2012無綫節目巡禮透露將會推出以高清格式廣播的明珠台（HD Pearl），其後於2011年度業績公布表示，將通過改善數碼信號的編碼效率，並待取得政府批准後，在2012年內將數碼明珠台改以高清廣播。
2012年7月26日起，數碼明珠台由原來以MPEG-2廣播改為以H.264廣播，改善畫面質素。同年9月，通訊事務管理局批准修訂《電視通用業務守則－技術標準》，允許無綫電視與亞洲電視於10月下旬將4條數碼同步廣播頻道（翡翠台、明珠台、本港台、國際台）的視訊編碼由MPEG-2轉為H.264。數碼明珠台於2012年10月28日凌晨02:50起正式改以高清格式廣播。同年12月1日晚上至2013年3月17日，數碼明珠台於黃金時段播放高清節目時，右上角的頻道識別會轉為「Pearl hd」約1分鐘，同時數碼明珠台的頻道識別、雙語廣播、家長指引、成年觀眾、自選字幕功能、氣象警告等標誌、每天06:00-09:00在節目播放期間顯示的時間/天氣欄（2014年10月14日起）、每節節目預告顯示的時間/天氣欄（2016年11月19日起）以及在播放香港電台節目、教育電視及外地新聞時段，其台徽不再置於4:3安全區。
2013年3月1日起，數碼明珠台的頻寬由4.5Mb增加至5.3Mb。同年3月18日凌晨03:00起，數碼明珠台與數碼翡翠台同時改以可變位元速率（VBR）實時編碼以更有效地利用頻寬。
2015年7月，TVB表示獲通訊事務管理局批准，於2016年2月22日凌晨3時將數碼廣播的明珠台從多頻網改調至單頻網廣播，以騰出頻譜提升翡翠台畫面質素並還原原屬亞洲電視的多頻網頻寬。其後數碼電視觀眾須於當日凌晨3時後重新搜台，才可繼續收看數碼明珠台。
目前數碼明珠台與TVB Plus、無綫新聞台及鳳凰衛視香港台共同採用統計復用技術於一條頻寬大約21.5Mbps（兆位/秒）的單頻網廣播。

### 模擬版（已停止廣播）
576i，畫面寬高比4:3，PAL制式，音效以麗音編碼，並同時用FM調頻傳送，最多可傳送三聲道。
行政會議已於2019年1月29日決定，香港模擬電視服務於2020年11月30日午夜23時59分59秒停播。
從2020年9月29日開始，模擬明珠台開始在螢幕左上方顯示全面數碼電視廣播的提示和距離模擬電視訊號停播的倒數天數，如果當前節目是4:3全螢幕播出，或者當前節目有時間/天氣資訊列的話則不會顯示全面數碼電視廣播的提示和距離模擬電視訊號停播的倒數天數。
2020年11月30日，明珠台於晚上停播前正播出《一代天才：畢加索》（Genius: Picasso）第8集，香港時間23時56分左右，明珠台模擬頻道開始螢幕最下方反覆顯示「Analogue transmission will be switched off tonight at 23:59. Please switch to digital channel 84 for programmes on Pearl.」（模拟电视广播将于今晚23:59终止，请转往数码频道84台继续收看明珠台节目）的滾動提示字句約十次，該節目於23時58分播放完畢，而螢幕上方由左至右所顯示的「1 December 2020 Full Digital TV Broadcast」、停播時間倒數、「Please switch to our digital channel ! 」標示及明珠台台徽消失，電視台其後播出用以呼籲廣告商在數碼頻道投放廣告的兩條宣傳片《有你哋支持，我哋繼續進步》（With your support, We will work harder）及《青年觀眾，多在TVB》（Young viewers are tuning in to TVB），至23時59分59秒時，當明珠台播出「周末大電影」《近蛛者殺》（Eight Legged Freaks）宣傳片後，明珠台模擬頻道隨即停止廣播並顯示雪花畫面，而數碼頻道則於播出明珠台呼號片段後，播放下一節目《金錢面面觀》（Money Matters）。
明珠台模擬訊號時於停止廣播時，並未有像翡翠台一樣出現「告別卡」片段，而只是停播前数分钟在屏幕下方打出英文提示信息。香港時間12月1日0時0分，當無綫電視的工作人員在慈雲山電視發射站按鍵關閉模擬訊號廣播機組後，明珠台及翡翠台的模擬頻道廣播亦隨之結束。

#### 全港模擬電視訊號發射頻道及頻率（已停用）
| 發射站                                                               | 頻段 | 頻道     |
| -------------------------------------------------------------------- | ---- | -------- |
| 慈雲山（主）                                                         | UHF  | 第25頻道 |
| 青衣                                                                 | UHF  | 第24頻道 |
| 虎地                                                                 | UHF  | 第26頻道 |
| 將軍澳村                                                             | UHF  | 第28頻道 |
| 西貢對面海、元朗374山                                                | UHF  | 第30頻道 |
| 元朗新時代廣場                                                       | UHF  | 第33頻道 |
| 荃灣                                                                 | UHF  | 第36頻道 |
| 青山、飛鵝山、赤柱、石壁、紅花嶺                                     | UHF  | 第38頻道 |
| 金山、南朗山、砵甸乍山、康樂園、大欖涌141山                          | UHF  | 第39頻道 |
| 大埔泮涌村                                                           | UHF  | 第40頻道 |
| 營盤                                                                 | UHF  | 第45頻道 |
| 鴨脷洲及香港仔                                                       | UHF  | 第46頻道 |
| 大澳                                                                 | UHF  | 第49頻道 |
| 柴灣、聶高信山、筆架山、大嶼山275山、上洋山、元朗297山、屯門         | UHF  | 第50頻道 |
| 九龍坑山、南丫島、琵琶山、照鏡環山、橫洲、石崗、大埔仔、沙頭角消防局 | UHF  | 第51頻道 |
| 東涌                                                                 | UHF  | 第52頻道 |
| 葵涌大白田                                                           | UHF  | 第55頻道 |
| 中西區                                                               | UHF  | 第57頻道 |
| 坑口村、九華徑、元朗龍田村                                           | UHF  | 第58頻道 |
| 深井、長洲、茶果嶺                                                   | UHF  | 第60頻道 |

- 來源：香港電視廣播服務頻率表 （页面存档备份，存于）

## 外地版本

### 美國
美國版本於Dish Network平台9798頻道播放，啟播時間待查。播放內容以配英文字幕的港劇為主，加上少量的生活時尚節目、新聞節目等。
2016/17賽馬會賽季起，美國版明珠台開始轉播香港賽馬會賽馬節目。
2020年5月起，因美國版TVB進行高清化整合，該頻道停播。

### 廣東
廣東播放版本分為「原版」和本地有線電視的「審查版」。
出於改革開放及統戰需要，明珠台在1990年代已進入廣東省有線電視網絡，並於2004年9月正式獲得在廣東省的合法落地播放權。2016年4月2日，亞洲電視國際台停止廣播，明珠台成為唯一能在廣東省內合法播放的境外英語電視頻道。

#### 原版
原版即直接接收香港發射信號之方式。1980年代開始，珠三角居民都會安裝俗稱“魚骨天線”的天線裝置來接收香港原版信號。但1990年代，因政府干擾及強拆私人天線，廣東城市基本無法使用無線接收。自從數碼廣播訊號在2007年12月31日正式在香港發射後，由於沒有“鬼影”同“雪花”，而且接收難度降低不少，所以珠三角居民為了收看數碼電視而使用數碼廣播接收器。
由於數碼訊號發射站功率和發射方向與模擬信號發射設備不完全相同，所以在香港數碼信號明珠台比模擬信號明珠台容易接收，而覆蓋區域亦較廣。覆蓋地區（穩定接收）包括深圳，東莞西部海岸，惠州西南部及惠陽區，廣州經濟技術開發區、番禺區祈福新邨以南地區、海珠區（高層）、南沙区，順德區大部分地區，江門部分地區，中山除五桂山及其以西的所有地區（包括石岐城區，頻率650），珠海，台山四九鎮、水步鎮，新會，斗門以及澳門。以上大部分地區使用三米魚骨天線加放大器及解碼器便可收視，具體接收情況要視乎具體地理位置。

#### 有線版
而有線版即廣東省有線電視網絡及廣西壯族自治區部分地區有線內播放的版本，節目與香港的一樣，但是廣告與部分節目片段被插播。
廣東省內明珠台信號統一由廣東有線網絡股份有限公司（省有線電視）提供，內容已經過審查。廣東的電視觀眾可能會遇上「找不到明珠台」的情況，如有些地級有線電視台根本沒有轉播明珠台。
某些城市（如韶關市、肇慶市）的電視台，曾經會在明珠台的「休台」時段（英語：Station Close，2005年前稱為「暫時／全日播映完畢」）或播映一些「不太有趣」的節目時，擅自插播有關性病防治的專家講座。針對英文頻道的插播會比中文頻道更為隨便和常見，原因是英文頻道的收視率較低，比較不會引起觀眾的反彈，而目前已經較少出現。
和對翡翠台的處理類似，如有敏感內容，明珠台的新聞及時事節目會被省有線電視以預錄的香港政府英文宣傳片覆蓋；當節目中有大量（甚至全程）敏感內容時，則會以預錄的紀錄片節目覆蓋，如「六四」週年期間的自制及轉播新聞節目，以及時事談話節目《清心直說》的大部分期數及所有重播時段。廣東有線也會在明珠台轉播中國官媒CGTN《環球瞭望》（Global Watch）時對部分新聞（如涉及反對逃犯條例修訂草案運動的報道）進行屏蔽，但廣東有線的原版CGTN不受影響。
明珠台經常會播出一些境外頻道的時事節目，這些節目早年會被全程屏蔽（包括《NBC世界新聞》、《六十分鐘時事雜誌》和TVBS新聞台《新闻夜视界》），如今屏蔽情況稍有鬆懈。以《NBC世界新聞》為例，早年該節目會被全程屏蔽，現如今該節目在廣東地區仅会被屏蔽个别敏感内容。
相較於時事節目，宗教節目的審查更為嚴苛，以至於廣東省有線電視用戶無緣觀看。省有線電視通常會在明珠台宗教節目《權能時間》、《平約瑟牧師》、《恩雨之聲》、《新造電視》時，以預先錄製的明珠台旅遊和紀錄片節目加以屏蔽，同時這四個節目的節目報幕及宣傳片有時會被插播公益廣告。目前廣東有線是部分時段設置自動時間來插播節目，導致原先之前超時節目未播完而腰斬，甚至有時候因為節目提前播出而洩露出幾分鐘、甚至足本播出的畫面。
曾有中山有線電視觀眾反映，明珠台全日被電視廣告覆蓋。2012年9月24日起，中山有線電視的已整轉數字電視區域的保留模擬電視信號增加明珠台及亞視國際台節目，但是只在晚上7時至凌晨時候，其他時段播放醫療節目；其後逐漸取消。而目前插播低质量醫療廣告的情況還會在信宜等比較偏遠的地方出現，此情況已於2020年1月起消失。
不過，在廣東省內部分市縣使用廣東廣東網絡的回看功能來收看明珠台節目，則是省網的廣告（除中山）。但回看功能裏面的標清頻道在2017年3月17日前後的時候被廣東省網強行反交錯為25幀，畫面質素稍微遜於直播（畫面特別是台標會出現鋸齒）。
2017年3月24日上午10:30起，廣東有線將轉播明珠台的信號源由模擬版（4:3）正式改為數碼版。這是香港地區數碼信號廣播開播九年後，廣東地區首次可正常合法的觀看直播的數碼版明珠台，不過受到轉播技術限制，畫面質素仍維持數碼版的標清制式（16:9/576i），但對比起原本的模擬版畫面質素還是有很大提升，但是部分地區由於技術限制則依然保持模擬畫面質素。而廣東省網將原本的外置音軌和字幕都轉碼為內置的英語聲道（一音軌）和正體中文字幕，而立體聲在2019年3月開始才正式提供（在此之前一直是混音單聲道）。
2019年1月1日凌晨1點起至2019年12月12日下午6點前，廣東有線、廣州有線（包括番禺區、白雲區有線）、深圳天威視訊及珠海有線暫停在明珠台晚間時段插播任何商業廣告（政治內容及宗教節目等由省廣電集中審查並屏蔽的節目除外），但四市下轄的縣區級、其他地市級及縣級網依然照常插播。
2019年12月12日晚上6:30至2019年12月27日凌晨0:30，廣東有線開始恢復插播明珠台的商業廣告。與翡翠台不同，明珠台暫只插播晚上6:15-凌晨12:30的時段，每次插播1分鐘。之後於2019年12月27日凌晨0:45起廣東有線再次暫停插播明珠台的商業廣告，直至2020年1月14日起晚間開始恢復插播明珠台的商業廣告，之後於2020年1月21日，廣東有線再次暫停插播明珠台的任何商業廣告。但又於同年5月9日起，廣東有線徹底恢復插播明珠台的商業廣告，但仍只限於晚上。
2020年4月4日，為悼念因新冠肺炎逝世的患者及醫護人員，廣東有線當日由上午6時至午夜12時暫時屏蔽明珠台播放的自製宣傳廣告、商業廣告、綜藝節目《笑笑小電影》、《超鐵人擂台》以及宗教節目。而深圳天威的明珠台當日由凌晨開始至午夜12時改為轉播CCTV-1節目（直播信號，回放信號則為省網明珠台內容）。
2021年10月11日，廣東有線開始播出明珠台和翡翠台的高清版本。相較於香港地面版信號，廣東有線高清版明珠台畫質較地面版差，且同樣有插播。
从2023年7月1日起，廣東有線将明珠台的广东省黄金时段广告权转交给翡翠東方代理，由翡翠东方委托广东有线插播广告。2025年起，無綫将向广东有线直接提供广东广告版的明珠台。广东广告版的翡翠台于2024年12月27日起正式提供，除广告有变外，其他节目和香港版同步。

#### 廣州
廣州市內的明珠台信號曾經分為廣東有線與廣州有線兩個版本。
2009年6月12日前，因內地有線電視台不使用麗音廣播技術，廣州有線轉播的明珠台直接把明珠台設為兩個頻道，一個是原聲英文，一個是麗音；並於晚上2點「休台」時段切換為預先錄播的香港政府宣傳短片或當地廣告，至次日下午4點。因廣州有線監控失誤，廣電總局規定，從6月12日凌晨起，廣東省各地有線電視台轉播的境外電視頻道必須採用廣東省有線電視作為信號源。原廣州有線的麗音明珠台，因此措施而被取消，只保留一條原聲頻道。廣州有線後來為提前覆蓋省有線插播的廣州本地廣告，更將訊號雙重延時插播，令畫質嚴重失真，台徽三基色中的紅色經常變成黑白。
廣州有線明珠台畫質差的問題，在廣州電視台搬到新址的時候將明珠台改為數碼廣播後得以解決（由於廣東有線此前也已經換成轉播數碼版本明珠台，但廣州有線一直使用舊的插播機器，所以畫質很差）。由於廣州有線標清頻道的碼率低，畫面劇烈運動時會嚴重起格。
省线在2006年9月前曾在「休台」時段轉播翡翠衛星台及無綫生活台節目以及插播豐胸廣告，由於廣電當局對境外頻道設有嚴格的「落地」限制，並且此兩台在香港是收費頻道，故在播映後不久就暫停放送加插的節目。2019年1月1日起，廣州有線停止在明珠台插播任何商業廣告。

## 網上收看

### myTV、myTV SUPER
2016年4月6日中午12時起，myTV直播頻道擴展至明珠台，並且提供了雙語廣播、中英文字幕選擇（但不設回播功能），因節目版權所限，部分外購節目，以及直播節目中涉及版權問題的片段（包括部分商業廣告及宣傳片段），皆不設網上直播，並顯示「由於節目版權所限，網上直播將於稍後恢復」字樣。
2017年4月17日起，myTV網頁版正式關閉，myTV完全合并到myTV SUPER。

## 收視率
| 年份 | 平均收視 |
| ---- | -------- |
| 2014 | 1.3點    |
| 2015 | 1.3點    |
| 2016 | 1.1點    |
| 2017 | 1.2點    |
| 2018 | 1.0點    |
| 2019 | 0.8點    |
| 2020 | 0.8點    |
| 2023 | 0.3點    |